# Euphorbia roschanica
Euphorbia roschanica är en törelväxtart som först beskrevs av Sergei Sergeevich Ikonnikov, och fick sitt nu gällande namn av Sergei Kirillovich Czerepanov. Euphorbia roschanica ingår i släktet törlar, och familjen törelväxter.
Artens utbredningsområde är Tadzjikistan. Inga underarter finns listade i Catalogue of Life.